# 지미 버핏
지미 버핏(영어: Jimmy Buffett, 1946년 12월 25일~2023년 9월 1일)은 미국의 싱어송라이터이다.